# Сушење
Сушење је операција процесне технике којом се из влажне супстанце (чврсте, течне или гасовите) уклања делимично или потпуно одређена течност или њена пара.

## Циљ сушења
Сушење се у процесној техници примењује са различитим циљем: ради смањења укупне масе материјала (смањење трошкова транспорта и складиштења), ради добијања чистих супстанци из суспензија или емулзија (разне неорганске соли, вештачка ђубрива, органске боје, лекови, детерџенти, млеко у праху итд.), ради повећања јачине и квалитета материјала (дрво, керамички производи), ради конзервисања (житарице, производи прехрамбене индустрије, биопрепарати, воће, поврће итд.).

## Сушење чврстог материјала
Сушењем се са површине и из унутрашњости чврстог материјала одстрањује везана течност, а то је у највећем броју случајева вода.
Ако је материјал врло влажан, вода се може уклонити пресовањем или још чешће, центрифугирањем. На овај начин се уклања вода која је само механички везана за материјал. Мање количине воде се најчешће уклањају испаравањем. Најлакше је одстранити воду адсорбовану по површини материјала. Кристалну воду уграђену у кристалну решетку и хемијски везану воду је далеко теже одстранити.   

## Фазе и брзина сушења материјала
При сушењу, материјал пролази кроз неколико фаза. У првој фази течност испарава са целокупне површине па је брзина сушења у овој фази највећа. У другој фази сушења по површини материјала се појављују све веће суве површине, због чега се брзина сушења знатно смањује. У трећој фази сушења нема воде по површини да би са њега директно испарила, него вода дифузијом пролази кроз порозну масу до површине. Тада је брзина сушења најмања.  Издвајање воде из материјала који се суши траје све дотле док се не изједначе парцијални притисак паре на површини материјала са парцијалним притиском паре у ваздуху. Тада се успоставља динамичка равнотежа односно материјал и ваздух имају исту количину влаге.  

## Уређаји за сушење
У технолошкој пракси среће се веома велики број различитих конструкционих решења уређаја за сушење- сушница.  Данас је у употреби велики број различитих типова сушница. Сушнице се могу класификовати на бази њихових различитих карактеристика и особина. Тако, према режиму рада, сушнице могу да буду дисконтинуалне и континуалне; према начину довођења топлоте, могу да буду конвективне, кондуктивне;  према конструкцији, могу да буду коморне, тунелске, обртне, с флуидизованим слојем, са ваљцима; у погледу притиска , могу да буду атмосферске, вакуумске; према врсти флуида за сушење, могу да буду са ваздухом, прегрејаном паром; према начину циркулације флуида за сушење, могу да буду с природном или принудном циркулацијом; према врсти материјала који се суши, могу да буду за комадасти, зрнасти, прашкасти материјал итд.  

## Избор типа сушнице
На избор типа сушнице утичу: 
- Врста материјала и његове физичко- хемијске особине (неорганске материје су постојане на повишеним температурама па се могу сушити гасовима високе температуре, материјал органског порекла је веома непостојан на повишеним температурама, па се време његовог излагања повишеној температури мора што је могуће више скратити; неке материјале не би уопште требало загревати, већ би их требало сушити само на мало повишеној температури и у вакууму)

- Облик материјала (већи или мањи комади, зрна, прашкови, влакна)

- Количина материјала (велике количине влажног материјала обично се суше у сушницама које раде континуално а ако су у питању мале количине и скуп материјал сушење се изводи у сушницама које раде дисконтинуално).[1]